# Epilobium aschersonianum
Epilobium aschersonianum är en dunörtsväxtart som beskrevs av Heinrich Carl Haussknecht. Epilobium aschersonianum ingår i släktet dunörter, och familjen dunörtsväxter. Inga underarter finns listade i Catalogue of Life.